# Upplanda
Upplanda is een plaats in de gemeente Tierp in het landschap Uppland en de provincie Uppsala län in Zweden. De plaats heeft 343 inwoners (2005) en een oppervlakte van 104 hectare. Upplanda wordt omringd door zowel landbouwgrond als bos. De dichtstbijzijnde wat grotere plaats (ongeveer 2000 inw.) is Örbyhus, ongeveer twee kilometer ten westen van het dorp.